# Danny Carvajal
Danny Carvajal (født 8. januar 1989) er en fodboldspiller fra Costa Rica. Han har spillet for Costa Ricas landshold.

## Costa Ricas fodboldlandshold
| Costa Ricas landshold | Costa Ricas landshold | Costa Ricas landshold |
| År                    | Kmp                   | Mål                   |
| --------------------- | --------------------- | --------------------- |
| 2017                  | 3                     | 0                     |
| Total                 | 3                     | 0                     |